# Joaquim Rafael Branco
Joaquim Rafael Branco (ur. 1953), polityk, premier Wysp Świętego Tomasza i Książęcej od 22 czerwca 2008 do 14 sierpnia 2010.

## Życiorys
Branco jest liderem Ruchu Wyzwolenia Wysp Świętego Tomasza i Książęcej-Partii Socjaldemokratycznej (MLSTP-PSD, Movimento de Libertação de São Tomé e Príncipe-Partido Social Democrata). W latach 2000–2001 zajmował stanowisko ministra spraw zagranicznych. W lipcu 2003 pełnił funkcję ministra spraw publicznych oraz został zatrzymany przez wojskowych w czasie zamachu stanu dokonanego w kraju przez majora Fernando Pereirę.
W maju 2008 z inicjatywy partii MLSTP-PSD parlament przegłosował wotum nieufności wobec rządu premiera Patrice'a Trovoady. 11 czerwca 2008 prezydent Fradique de Menezes zwrócił się do tej partii z propozycją utworzenia nowego rządu i wyznaczył Joaquima Rafaela Branco do tej misji. 22 czerwca 2008 Branco skompletował swój gabinet i został zaprzysiężony na stanowisku szefa rządu.
W wyborach parlamentarnych z 1 sierpnia 2010 MLSTP-PSD zdobył 21 z 26 mandatów w parlamencie, przegrywając z Niezależną Akcją Demokratyczną (ADI) byłego premiera Patrice'a Trovoady, który 14 sierpnia 2010 stanął na czele nowego rządu.